# 自殺サークル
『自殺サークル』（じさつサークル）は、2002年の日本映画。園子温監督作品。R-15指定。国内で流行しはじめた、集団自殺をテーマにした映画である。同監督による『紀子の食卓』（2006年）の前日譚にあたる。古屋兎丸著の同名の漫画もあるが、こちらは映画と同じ事件を軸に展開するアナザーストーリーとなっている。

## ストーリー
新宿駅で54人の女子学生が手を繋いで電車に飛び込むという集団自殺が起こった。さらに各地で次々と不可解な集団自殺が飛び火するが･･････。

## キャスト
- 石橋凌（黒田敏春）
- 永瀬正敏（渋沢健次）
- 麿赤兒（村田勝行）
- 迫英雄（萩谷）
- さとう珠緒（川口陽子）
- 宝生舞（沢田敦子）
- 野村貴志（佐藤二郎）
- ROLLY（ジェネシス（鈴木宗男））
- ジョシュア（少年奴隷）
- 辻岡正人（手下たち）
- 濱本康輔（手下たち）
- ナガセケイ（手下たち）
- 嘉門洋子（コーモリ（田中清子））
- 森麻衣子（コーモリの妹）
- 萩原明（現・萩原明子）（ミツコ）
- 余貴美子（黒田喜代実）
- 熊谷知花（デザート）
- 関根和美（同上）
- 藤田渚園（同上）
- 安達知恵（同上）
- 澤田美有（同上）
- 倉本美津留（屋台の親爺）
- 夏生ゆうな（レンジの女）
- 北見敏之（監察医・品川）
- 津田健次郎（助手・三田）
- 岡安泰樹（警察関係者）
- 木滝和幸 （同上）
- 新恵みどり（同上）
- 田島絵里香（同上）
- 宮川美香 （屋上の高校生たち）
- 金子貴俊 （同上）
- 田中圭 （同上）
- 菜葉菜（同上）
- 江口ヒロミ（同上）
- 三原伸之（同上）
- 馬場喬子（同上）
- 久永さとみ（同上）
- 榛葉梨奈（同上）
- 橋本勢子（同上）
- 林知香 （同上）
- 塩谷典義 （マサ）
- 高橋かずみ（マサの母）
- 松本創（黒田徹）
- 菊地美香（黒田桜）
- 荒井まどか（ジェネシスの生贄）
- 林家たい平（落語家）
- 沼田篤志（漫才コンビ）
- 渡辺勝彦（同上）
- 大久保貴光（夕食前の家族）
- 平松加奈子（夕食前の家族）
- 岡部雄平（夕食前の家族）
- 山田望乃（夕食前の家族）
- 森安建雄（コーモリの父）
- 伊佐美紀子（プラカード・ガール）
- 三坂知絵子（劇団員）
- 日高麻美（同上）
- 屋敷紘子（同上）
- 松岡春奈（同上）
- 桜井希久子（カンナ・ギャルズ）
- 嶋崎朋子（同上）
- 吉田里深（同上）
- 萩原秀明（同上）
- 笠原竜司（処刑人）
- 前田姫乃（子供たち）
- 安達直人（同上）
- 森聖矢（同上）
- 天宮知彦（同上）
- 前田尊臣（同上）
- 萬代唯花（同上）
- 内海卓哉（同上）
- 屋代貴輝（同上）
- 長澤奈央
- 仲村綾乃
- 螢雪次朗
- 奥野敦士
- 鈴木卓爾
- 加藤洋平
- 田中鈴之助
- 丸山杏梨
- 神田麻衣
- 大塚美和
- 宇津木真
- 石川謙
- 中西理香
- 田宮楓
- 近藤貞治
- 山崎有宇太
- 西集
- 土屋直子
- 西村キカ
- 江村美紀
- 鈴木桂子
- 佐野裕子
- 田澤好一
- 倉木暖

## スタッフ
- 監督・脚本：園子温

## 書誌情報
コミックス
古屋兎丸 『自殺サークル』 ワンツーマガジン社
2002年3月20日初版発行（2002年3月1日発売）、ISBN 4-90-157909-6
単行本
古屋兎丸 『自殺サークル』 太田出版 〈F×COMICS〉
2008年11月20日発売、ISBN 978-4-77-832071-3